# Luis Antonio Tagle
Luis Antonio Tagle y Gokim (Manila, 21 de junio de 1957) es un eclesiástico, profesor y teólogo católico filipino, proprefecto de la Sección para la primera evangelización y las nuevas iglesias particulares del Dicasterio para la Evangelización (anteriormente Congregación para la Evangelización de los Pueblos) desde junio de 2022; y presidente de la Comisión Interdicasterial para los Religiosos Consagrados, desde el 8 de diciembre de 2019.
Fue arzobispo de Manila de 2011 a 2020. Tagle es cardenal-obispo pro hac vice de San Félix de Cantalicio en Centocelle y también se desempeña como presidente de la Federación Bíblica Católica, gran canciller de la Pontificia Universidad Urbaniana, y como miembro de varios departamentos y dicasterios de la curia romana.
Tagle, quien suele preferir que lo llamen por su apodo «Chito» en lugar de por su título clerical, ha estado profundamente involucrado en cuestiones sociales en Filipinas, con un enfoque particular en el acompañamiento a los pobres. Al mismo tiempo, ha defendido firmemente la postura de la Iglesia católica en temas como el aborto, la anticoncepción y lo que denomina “ateísmo práctico”.
Apodado «el Francisco asiático» por su estilo pastoral cercano, su humildad y su sensibilidad hacia los marginados, Tagle es frecuentemente asociado con el ala progresista de la Iglesia. Ha expresado críticas hacia la forma en que la Iglesia se ha referido tradicionalmente a las personas LGBT+ y a los católicos divorciados y vueltos a casar, considerando que el lenguaje empleado ha sido excesivamente duro. En ese sentido, ha abogado por un enfoque pastoral más comprensivo y ha sugerido que, en ciertos casos, estos fieles podrían ser admitidos a la sagrada comunión.
Tras la muerte del papa Francisco, fue citado entre los posibles candidatos al pontificado, debido a su perfil internacional, su experiencia en la curia romana y su afinidad con el legado pastoral del pontífice argentino.

## Biografía

### Familia

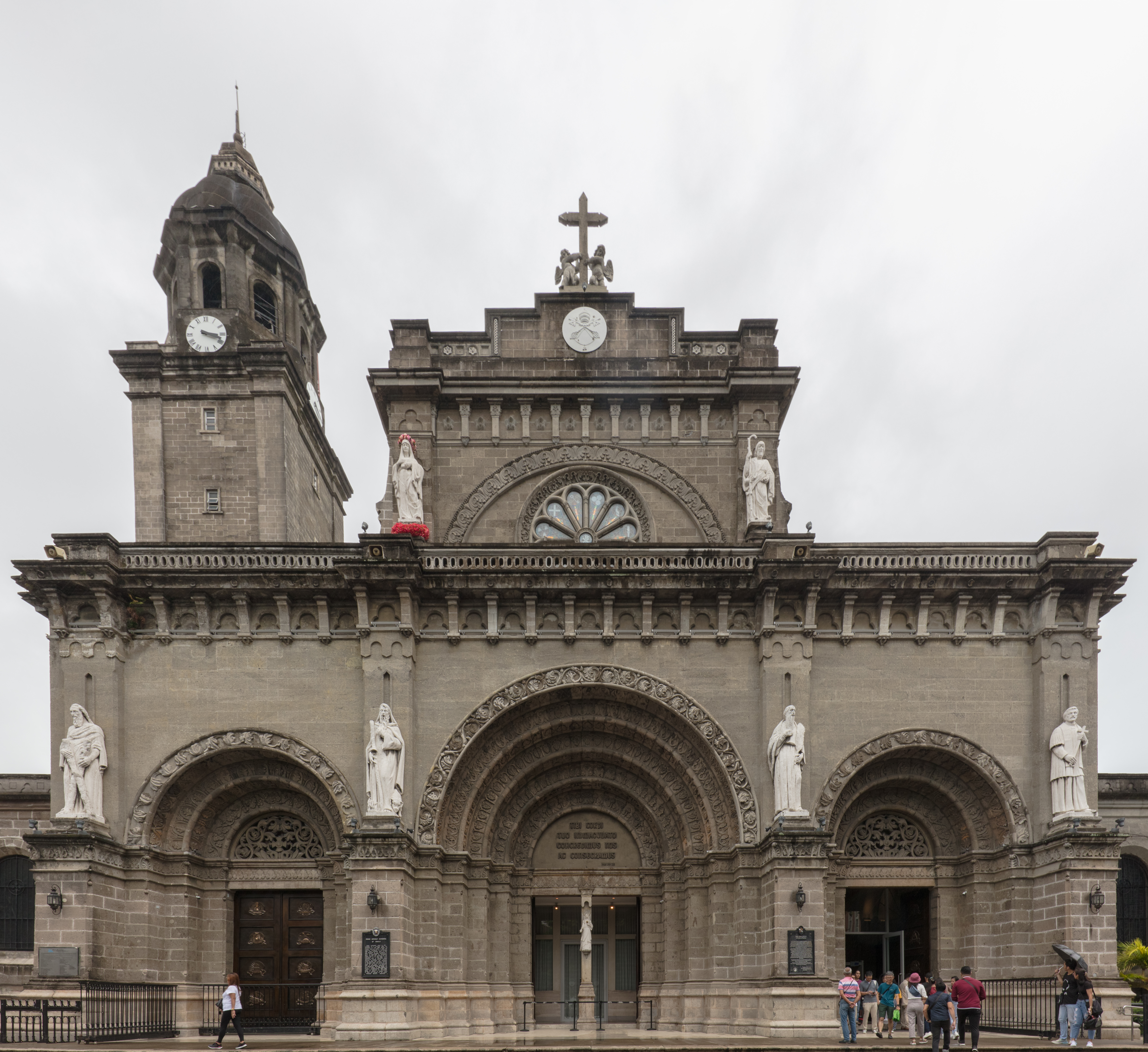
Catedral de Manila. Allí, Luis Antonio Tagle fue bautizado.

Luis Antonio Tagle nació el 21 de junio de 1957, en la ciudad filipina de Manila. Hijo mayor de padres católicos devotos, Manuel Tagle y Topacio, de origen tagalo, y Milagros Gokim, una filipina de ascendencia china que trabajó en el pasado en Equitable PCI Bank. Sus orígenes familiares reflejan la compleja estratificación social del país: por un lado, un padre de etnia tagala; por otro, una madre con raíces chino-filipinas.
Su abuelo paterno, Florencio Tagle, de ascendencia española proveniente del pueblo de Tagle, era oriundo de Imus, Cavite, y pertenecía a la Principalía, la aristocracia cristiana española de las tierras bajas, clase social que dominó durante la época colonial hasta la Revolución filipina de 1896. Florencio resultó herido por la explosión de una bomba durante la Segunda Guerra Mundial, y su esposa —la abuela de Luis Antonio— mantenía a la familia administrando un restaurante local. Entre sus antepasados destaca José Tagle y Santarin, quien tuvo un papel relevante en la batalla de Imus en 1896, colaborando con los revolucionarios del Katipunan. Por el lado materno, su abuelo era de origen chino.
Luis Antonio fue bautizado el 21 de julio de 1957 en la Catedral de Manila.

### Formación
Realizó su formación primaria y secundaria en Saint Andrew School, en Parañaque.
En 1973, animado por amigos sacerdotes, ingresó al San José Seminary de la Compañía de Jesús, donde inició sus estudios en Filosofía. Posteriormente, se matriculó en la Universidad Ateneo de Manila, institución en la que cursó Teología. En 1977, obtuvo la licenciatura en artes con mención en Pre-Divinidad, y más tarde una maestría en Teología, cursada en la Loyola School of Theology de la misma universidad.
Tras realizar estudios en la Universidad Católica de América (1987-1992), donde obtuvo el doctorado en Sagrada Teología, con mención summa cum laude. Su disertación, dirigida por el reconocido teólogo Joseph Komonchak, se centró en el tema: La colegialidad episcopal en la enseñanza y la práctica de Pablo VI. Komonchak elogió a Tagle como "uno de los mejores estudiantes que tuve en más de 40 años de docencia" y llegó a afirmar que "podría haberse convertido en el mejor teólogo de Filipinas, o incluso de toda Asia", de no haber sido nombrado obispo.
Además, cursó estudios doctrinales complementarios en el Instituto de la Universidad Papa Pablo VI.
Es hablante nativo de tagalo y domina con fluidez el inglés y el italiano. Asimismo, tiene un buen dominio de lectura en español, francés, coreano y latín.

### Sacerdocio
Fue ordenado diácono el 18 de julio de 1981, en San José Seminary de Manila. Su ordenación sacerdotal fue el 27 de febrero de 1982, en la Catedral de Imus, a manos del obispo Félix Paz Pérez; incardinándose en la diócesis de Imus.
Como sacerdote desempeñó los siguientes ministerios:
- Vicario parroquial de San Agustín, en Méndez (1982-1983).
- Director espiritual (1982-1983) y rector (1983-1985) en San Carlos Diocesan Seminary de Imus.
- Profesor de Filosofía y Teología en Divine Word Seminary de Tagaytay, San Carlos Seminary de Manila y Loyola School of Theology.
- Vicario episcopal para Religiosos (1993-1995).
- Párroco-rector de la Catedral de Imus (1998-2001).
- Miembro del Colegio de Consultores y del Consejo Presbiteral.
- Consultor de la Comisión para la Doctrina de la Fe de la Conferencia Episcopal Filipina.

Entre 1995 y 2001, formó parte durante quince años del Comité editorial que dirigió el proyecto «Historia del Concilio Vaticano II», basado en los trabajos de la Escuela de Bolonia, fundada por Giuseppe Alberigo.

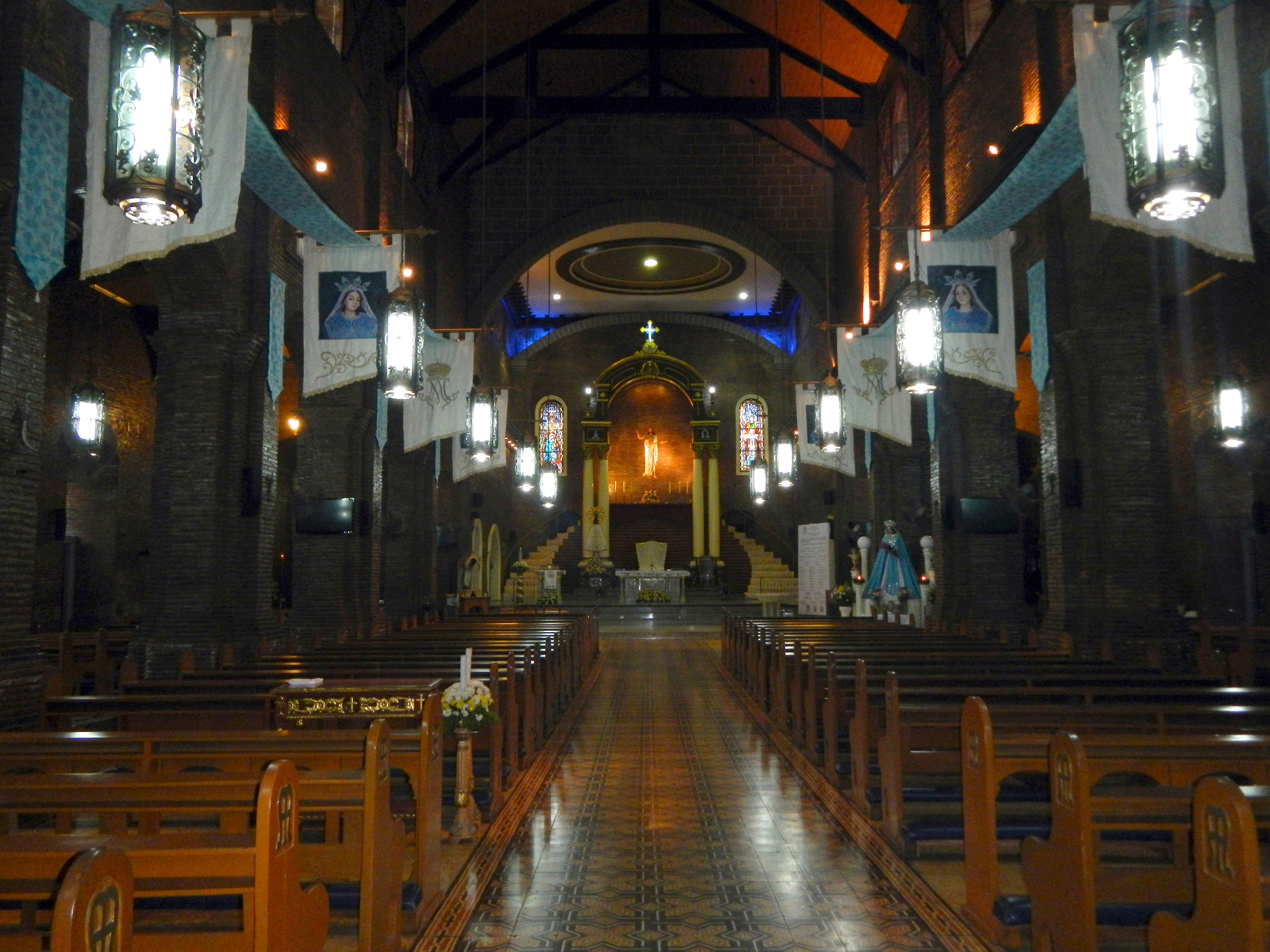
Interior de la Catedral de Imus. Allí, Luis Antonio Tagle fue ordenado presbítero y consagrado obispo.

En 1997, el papa Juan Pablo II lo nombró miembro de la Comisión Teológica Internacional, entonces presidida por el cardenal Joseph Ratzinger, después Benedicto XVI. Mantuvo este cargo hasta 2002. Fue considerado entonces como «una de las voces más representativas del pensamiento teológico asiático».

## Episcopado

### Obispo de Imus
En 22 de octubre de 2001, el papa Juan Pablo II lo nombró obispo de Imus. Fue consagrado el 12 de diciembre del mismo año,  en la Catedral de Imus, a manos del cardenal Jaime Sin.
Durante sus diez años en Imus, se esforzó por vivir con sencillez, no tenía coche e invitaba a los indigentes a comer con él.
Participó en la XI Asamblea General Ordinaria del Sínodo de los obispos, en 2005. A pesar de ser el participante más joven, fue elegido miembro del consejo postsinodal.
En la primera reunión de obispos, habló desde la tribuna sobre la insuficiencia del número de sacerdotes en Filipinas. Dijo:

Para responder al anhelo de Eucaristía, los sacerdotes celebran muchas misas, aceptan múltiples intenciones y envían ministros laicos al servicio de la Palabra con la Comunión... Los fieles conocen la diferencia entre un servicio bíblico y la Eucaristía, entre un sacerdote y un ministro laico. Muchas comunidades esperan con humildad el don del sacerdocio y la Eucaristía.

Ante la idea de que la vocación sacerdotal es un don de Dios, replicó: «También deberíamos preguntarnos si la Iglesia administra bien este don». En una conferencia de prensa, declaró: «El primer domingo después de mi ordenación sacerdotal, oficié nueve misas, algo habitual en Filipinas». Al hablar sobre el celibato sacerdotal, el cardenal Angelo Scola, moderador del sínodo, expresó sus reservas sobre las modificaciones al requisito de celibato para el sacerdocio establecido por la Iglesia. En respuesta, Tagle sugirió que la Iglesia debería considerar dicho cambio para combatir la escasez de sacerdotes.
En el XLIX Congreso Eucarístico Internacional de 2008 en Quebec (Canadá), pronunció una charla sobre la importancia de la Eucaristía que, según un informe, conmovió hasta las lágrimas a la audiencia. Contrastó el culto cristiano con formas falsas de adoración:

Es triste que quienes adoran ídolos sacrifiquen a otros mientras se protegen a sí mismos y a sus intereses. ¿A cuántos obreros de fábricas se les niega el salario justo para el dios de la ganancia? ¿Cuántas mujeres se sacrifican al dios de la dominación? ¿Cuántos niños se sacrifican al dios de la lujuria? ¿Cuántos árboles, ríos y colinas se sacrifican al dios del progreso? ¿Cuántos pobres se sacrifican al dios de la avaricia? ¿Cuántas personas indefensas se sacrifican al dios de la seguridad nacional?

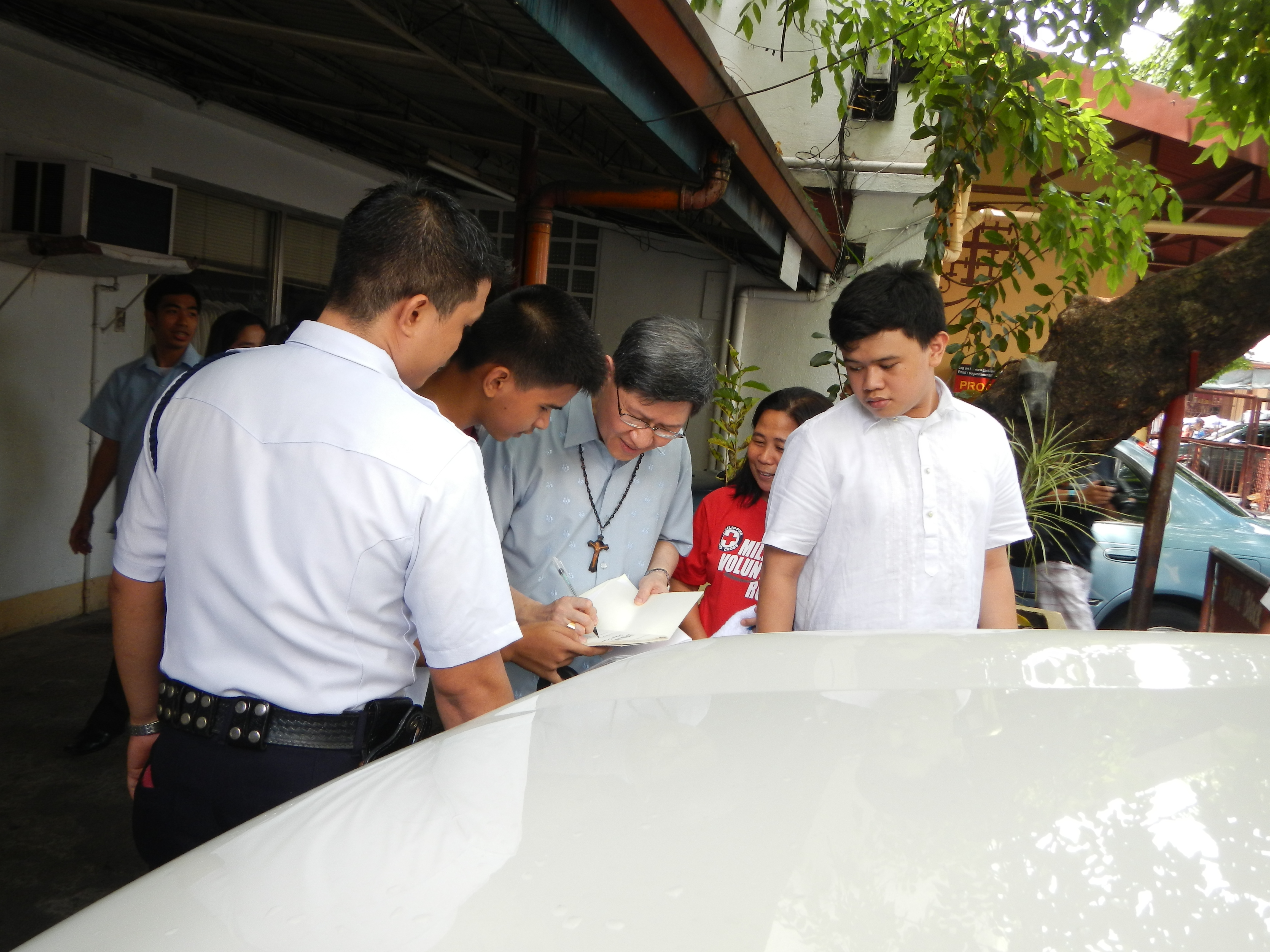
Luis Antonio Tagle junto a un grupo de jóvenes en junio de 2013.

Durante su pontificado en Imus, centró su atención particularmente en los jóvenes, que lo llamaban cariñosamente «Chito», utilizando incluso internet para difundir semanalmente un vídeo con la ilustración de las lecturas. A raíz de este compromiso, en 2009 la diócesis de Imus acogió el I Encuentro Asiático de Jóvenes, una versión continental de la Jornada Mundial de la Juventud.

### Arzobispo de Manila
El 13 de octubre de 2011, el papa Benedicto XVI lo nombró arzobispo de Manila. Según el jesuita Catalino Arévalo, primer asiático en formar parte de la Comisión Teológica Internacional del Vaticano, el nombramiento episcopal de Tagle fue promovido por el entonces nuncio apostólico en Filipinas, Edward Joseph Adams, y por su predecesor, el cardenal Gaudencio Rosales. Sin embargo, se presentaron algunas objeciones ante la Congregación para los Obispos, lo que provocó cierto retraso en el proceso de su designación. Antes de su instalación oficial, Tagle realizó una peregrinación a Tierra Santa en octubre de 2011, como gesto de preparación espiritual.

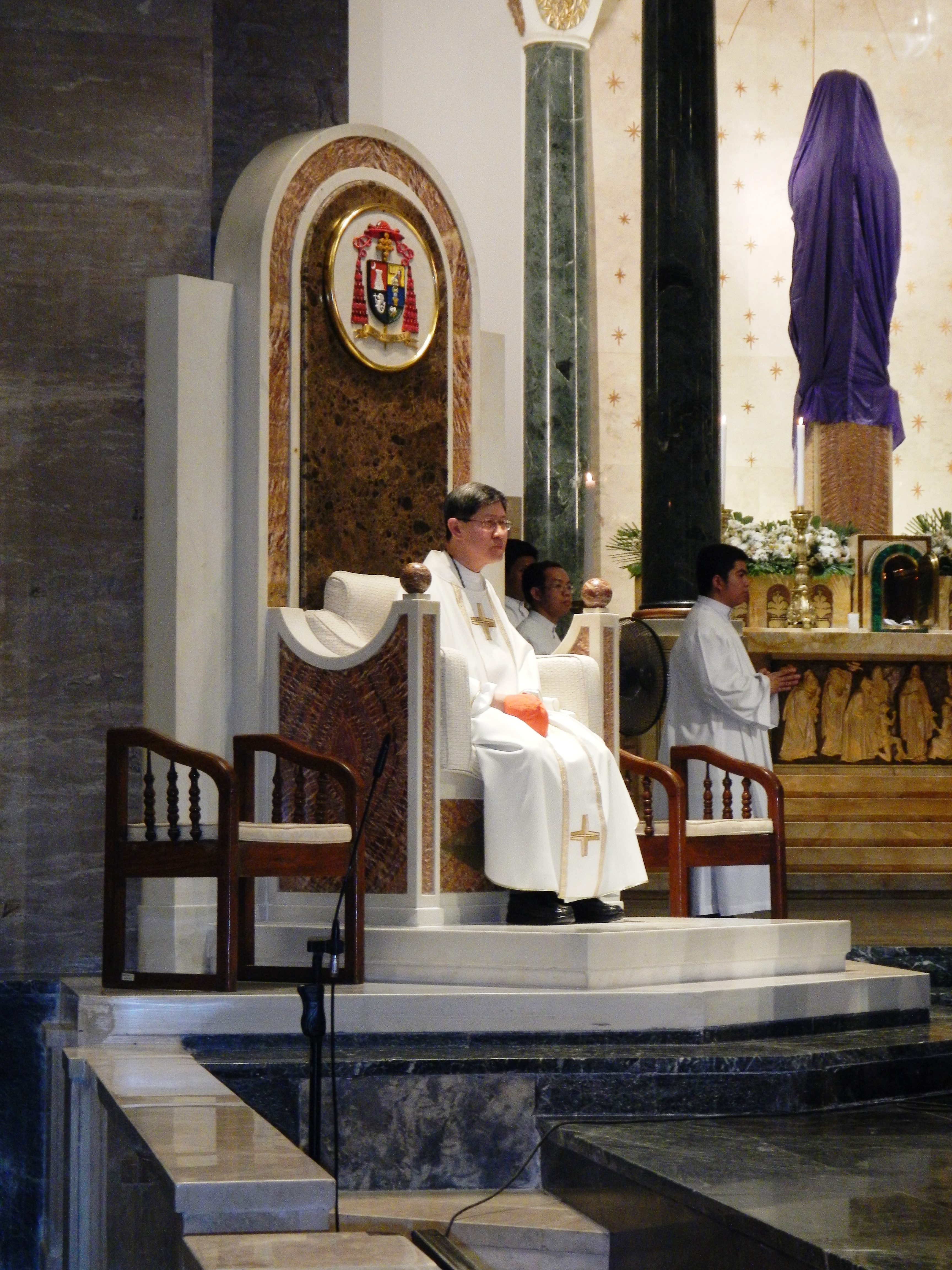
Tagle sentado en la cátedra de la Catedral de Manila, abril de 2014.

Tomó posesión canónica el 12 de diciembre de 2011, durante una ceremonia en la Catedral Basílica de Manila; mismo día de su décimo aniversario de su consagración episcopal. El 29 de junio de 2012, en una ceremonia en la Basílica de San Pedro, recibió la imposición del palio arzobispal, de manos del papa Benedicto XVI.  En febrero de 2012, Tagle asistió al Simposio para la Sanación y la Renovación en la Pontificia Universidad Gregoriana de Roma. Tagle analizó cómo se manifiesta la crisis de abusos sexuales en Asia, donde es más común que los sacerdotes violen sus votos de celibato con amantes que cometan abusos sexuales contra menores. Tagle sostuvo que la deferencia a la autoridad, típica de la cultura asiática, combinada con el predominio de la Iglesia católica en un país como Filipinas, generó una "cultura de la vergüenza" que seguía inhibiendo la denuncia de casos de abuso. Afirmó que esta cultura necesitaba un cambio, aunque previó grandes dificultades:

El relativo silencio con el que las víctimas y los católicos asiáticos afrontan el escándalo se debe en parte a la cultura de la "vergüenza", que atesora la humanidad, el honor y la dignidad. Para las culturas asiáticas, la vergüenza de una persona mancha a su familia, clan y comunidad. El silencio podría ser una forma de preservar lo que queda del honor.

Dijo que el hecho de que su país tuviera una "cultura conmovedora" que creaba problemas de interpretación, y que las leyes de denuncia obligatoria también enfrentarían obstáculos culturales.
El 12 de junio de 2012, fue nombrado miembro de la Congregación para la Educación Católica por un período renovable de cinco años. Ese mismo día, Tagle intervino en el Congreso Eucarístico Internacional en Dublín (Irlanda). Explicó cómo la crisis de abusos sexuales exige que la Iglesia Católica revalúe su relación con los medios de comunicación. Declaró: «Al tiempo que los retamos a ser justos y veraces en todo lo que informan, la Iglesia también debe estar preparada para ser examinada por los medios, siempre que las normas de imparcialidad y veracidad se apliquen a todos, especialmente a las víctimas». Condenó la tendencia de los funcionarios eclesiásticos a resentirse por la cobertura mediática negativa, incluso cuando es veraz, y señaló que había presenciado cierta cobertura mediática en Asia teñida de «un sentimiento anticristiano». También mencionó los diversos problemas que distinguen la experiencia de la Iglesia en Irlanda y casos similares en Asia.

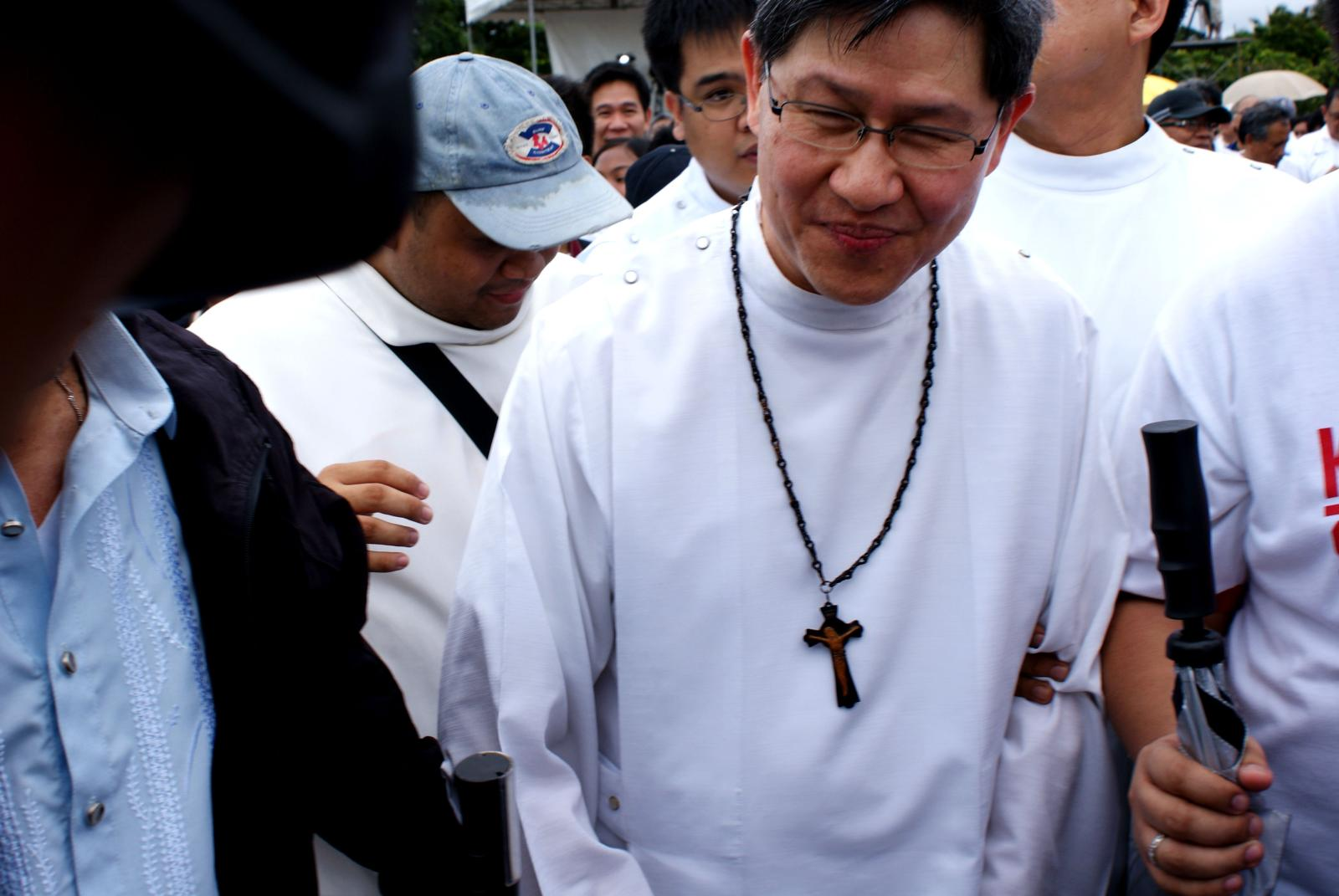
Luis Antonio Tagle en la Marcha del Millón de Personas en el Parque Rizal, 26 de agosto de 2013.

El 4 de agosto de 2012, Tagle pronunció un discurso en una concentración de oración contra el Proyecto de Ley de Salud Reproductiva (posteriormente aprobado), que incluía disposiciones para la financiación y distribución de información y dispositivos anticonceptivos; la anticoncepción se considera tradicionalmente un aborto en Filipinas. Abogó por el reconocimiento de los derechos de las mujeres, reconociendo su valioso papel como madres y esposas, merecedoras de amor y respeto genuinos como reflejo de Dios y un don para la humanidad. También denunció la prostitución sexual como una afrenta a la feminidad de las mujeres. Adoptó una postura más moderada que otros obispos filipinos respecto a la legislación, negándose a amenazar con la excomunión a los políticos que la apoyaban o a distribuir carteles que criticaban a sus partidarios como "Equipo Muerte" en las parroquias de Manila.
El 12 de junio de 2012, fue nombrado miembro de la Congregación para la Educación Católica. El 18 de septiembre del mismo año, fue nombrado padre sinodal de la XIII Asamblea General Ordinaria del Sínodo de los obispos.
En su intervención en dicho sínodo, explicó cómo, en su opinión, la Iglesia debería abordar el proceso de evangelización. Dijo:

La Iglesia debe descubrir el poder del silencio. Ante las tristezas, las dudas y las incertidumbres de la gente, no puede pretender ofrecer soluciones fáciles... La humildad, el respeto y el silencio de la Iglesia podrían revelar con mayor claridad el rostro de Dios en Jesús. El mundo se deleita en un testimonio sencillo de Jesús: manso y humilde de corazón.

En una entrevista con Radio Vaticano, explicó cómo su visión reflejaba la experiencia de la cultura asiática y filipina:

La Iglesia de Asia es a menudo una Iglesia minoritaria, como Juan el Bautista clamando en el desierto... incluso en Filipinas, aunque la Iglesia es mayoritaria. Entiendo que el sufrimiento de la gente y las difíciles preguntas que plantean son una invitación a ser los primeros en solidarizarnos con ellos, no a fingir que tenemos todas las soluciones. Creo que la Iglesia debería contribuir en la esfera pública, pero en Asia somos muy particulares en cuanto al modo... así que puede que digas lo correcto, pero la gente no te escuchará si tu forma de comunicarte les recuerda a una institución triunfalista y sabelotodo. Sé que en algunas partes de Asia el relativo silencio y la calma de la Iglesia se interpretan como timidez, pero yo digo que no: la Iglesia cobra mayor credibilidad.

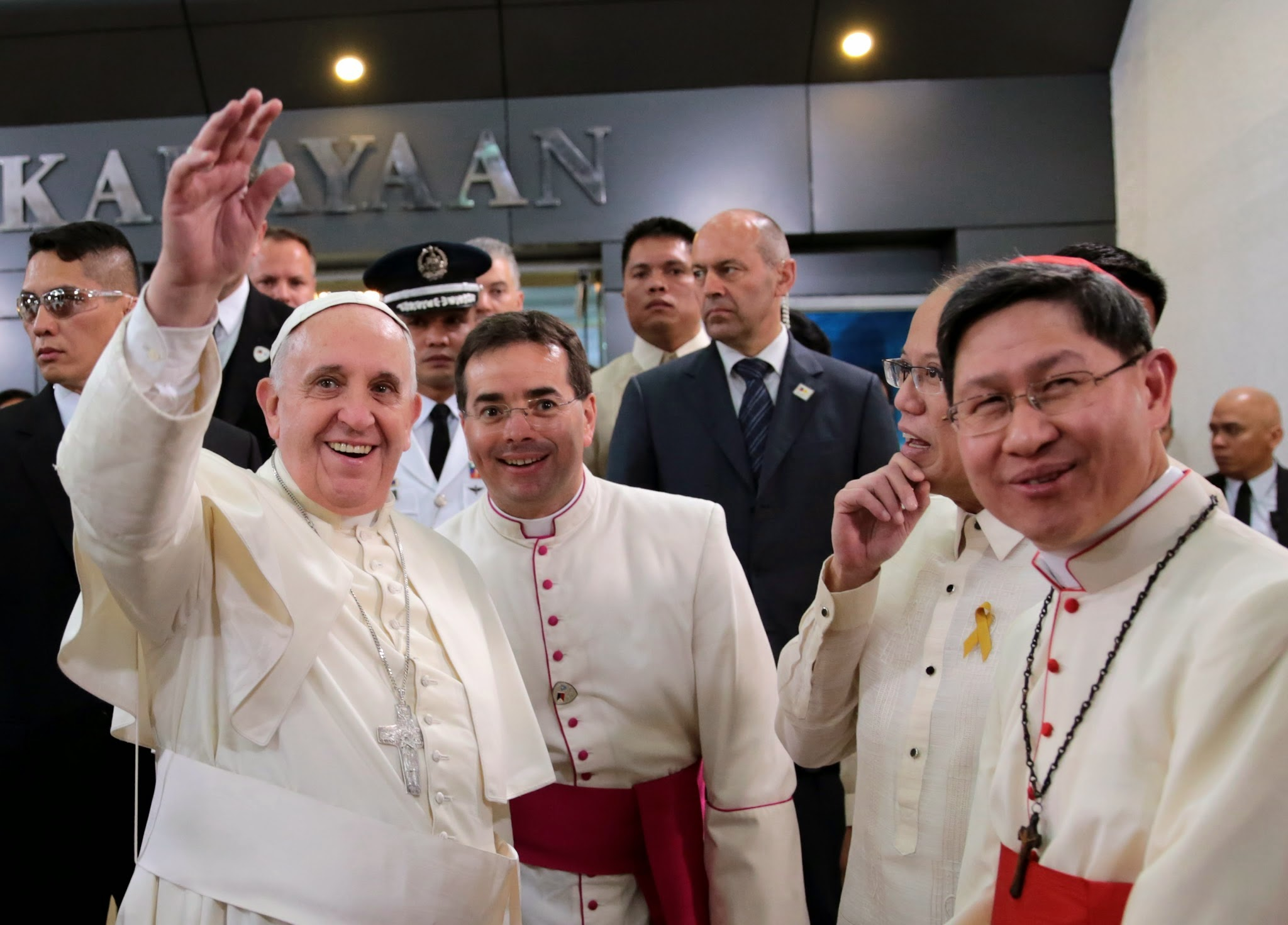
El cardenal Tagle a la llegada del papa Francisco a Filipinas con el presidente Benigno Aquino III, en enero de 2015.

Tras la publicación de la encíclica Laudato si' del papa Francisco, Tagle lanzó una campaña en Filipinas para recoger firmas para una petición contra el calentamiento global antropogénico causado por las emisiones de dióxido de carbono.
Desde 2003, Luis Antonio Tagle ejerció como presidente de la Comisión Episcopal sobre la Doctrina de la Fe de la Conferencia Episcopal Filipina. En el ámbito académico, ha sido profesor de Síntesis Dogmática en la Escuela de Posgrado en Teología de San Carlos Seminary de Manila. Asimismo, se ha desempeñado como profesor asociado de Teología sistemática en  Loyola School of Theology de la Universidad Ateneo de Manila. También impartió clases en la Escuela de Teología del Divine Word Seminary, ubicado en la ciudad de Tagaytay.
Ejerció como arzobispo de Manila hasta el 9 de febrero de 2020, fecha en la que asumió oficialmente el cargo de prefecto de la Congregación para la Evangelización de los Pueblos. Durante el periodo de transición, entre el 8 de diciembre de 2019 y el 9 de febrero de 2020, se desempeñó como administrador apostólico de la sede metropolitana.

## Cardenalato
El 24 de octubre de 2012, al final de la audiencia general de los miércoles del papa Benedicto XVI, se hizo público que sería creado cardenal. El mismo Tagle había sido notificado la noche anterior.
El 24 de noviembre del mismo año, fue creado cardenal por el papa Benedicto XVI durante el consistorio de dicha ficha, con el titulus de cardenal presbítero de San Félix de Cantalicio en Centocelle. Tagle fue el séptimo filipino en ser incorporado al Colegio Cardenalicio. Cuando se convirtió en cardenal, era el segundo más joven.
El 1 de diciembre de 2012, a su regreso a Filipinas, presidió una misa de acción de gracias en la Iglesia de San Fernando de Dilao, Manila, a la que asistieron el presidente Benigno Aquino III, el vicepresidente Jejomar Binay y el alcalde de Manila, Alfredo Lim. Tomó posesión formal de su Iglesia Titular el 15 de junio de 2013.

### Cónclave de 2013
El 28 de febrero de 2013, tras la renuncia del papa Benedicto XVI al ministerio petrino, perdió sus cargos en los dicasterios de los que es miembro, de acuerdo con la constitución apostólica Pastor Bonus. En la primera quincena de marzo, participó como cardenal elector en el cónclave que condujo a la elección del papa Francisco. A pesar de su juventud —era el segundo participante más joven del cónclave y uno de los que llevaba menos tiempo como cardenal—, fue apuntado como uno de los probables sucesores al trono de Pedro. El 16 de marzo siguiente, el papa renueva los nombramientos curiales del cardenal Tagle donec aliter provideatur ("hasta que se disponga lo contrario").
El 31 de enero de 2013, fue nombrado miembro del Comité Presidencial del Pontificio Consejo para la Familia, y del Pontificio Consejo para la Pastoral de los Emigrantes e Itinerantes. El 30 de noviembre del mismo año, fue nombrado miembro de la Congregación para la Educación Católica.

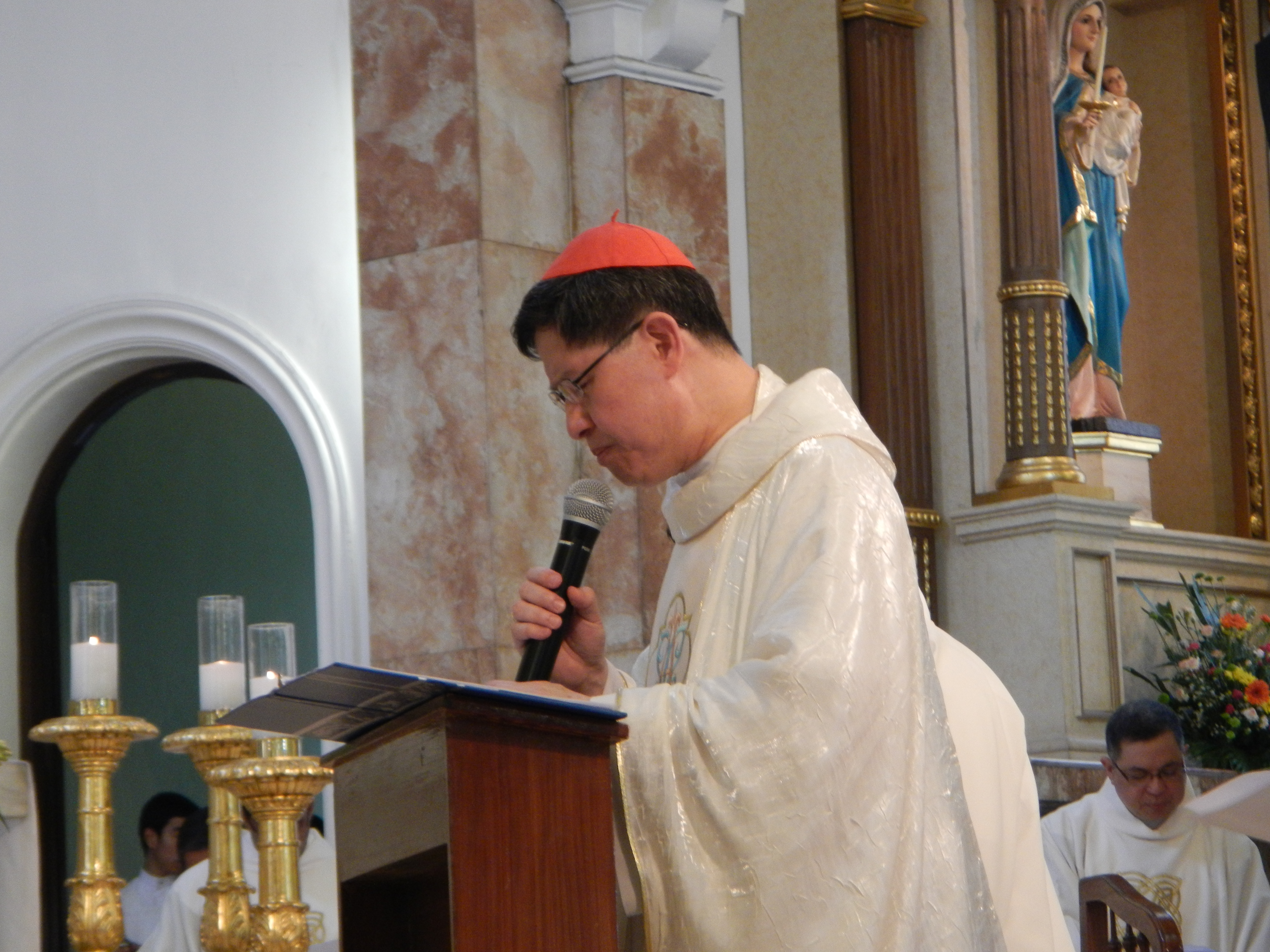
Tagle durante la consagración nacional al Inmaculado Corazón de María.

El 8 de junio de 2013, dirigió la consagración nacional al Inmaculado Corazón de María en la Iglesia de San Fernando de Dilao.
El 6 de febrero de 2014, fue nombrado miembro del Consejo Pontificio para los Laicos. El 29 de marzo del mismo año, fue confirmado como miembro de la Congregación para los Institutos de Vida Consagrada y las Sociedades de Vida Apostólica. El 13 de septiembre siguiente, fue nombrado miembro de la Congregación para la Evangelización de los Pueblos.
El 9 de septiembre de 2014, con motivo de la III Asamblea General Extraordinaria del sínodo de obispos, fue nombrado presidente delegado.
Al iniciar el Sínodo extraordinario de obispos sobre la familia el debate público sobre la posibilidad de permitir que los católicos divorciados y vueltos a casar reciban la comunión, Tagle se mostró abierto a escuchar argumentos al respecto. Añadió: «Tenemos un principio en el que debemos creer. Pero esta apertura se basa en los juicios pastorales que se deben tomar en situaciones concretas, porque no hay dos casos iguales». Al acercarse la sesión de 2014 del sínodo, expresó su deseo de que «la atención pastoral de las parejas divorciadas y vueltas a casar por lo civil se debata abiertamente y con buena voluntad», pero enfatizó otros desafíos derivados de su experiencia en Filipinas, especialmente la separación de las parejas casadas entre sí y de sus hijos causada por la pobreza y la migración. Tras el sínodo, declaró:

Hablo por mi Filipinas. Durante la fase de preparación, hablé bastante sobre la pobreza y el fenómeno de la emigración: dos problemas que no son exclusivos del contexto familiar y que afectan la esencia misma de la vida familiar. En nuestro país no existe una ley de divorcio. Pero la gente se divorcia por amor. Padres y madres se separan por amor a sus hijos y uno de ellos se va al otro lado del mundo a trabajar. Estas separaciones son provocadas por el amor. En Filipinas y en los países afectados por la migración, como Iglesia debemos acompañar a estas personas y ayudarlas a ser fieles a sus esposas y esposos.

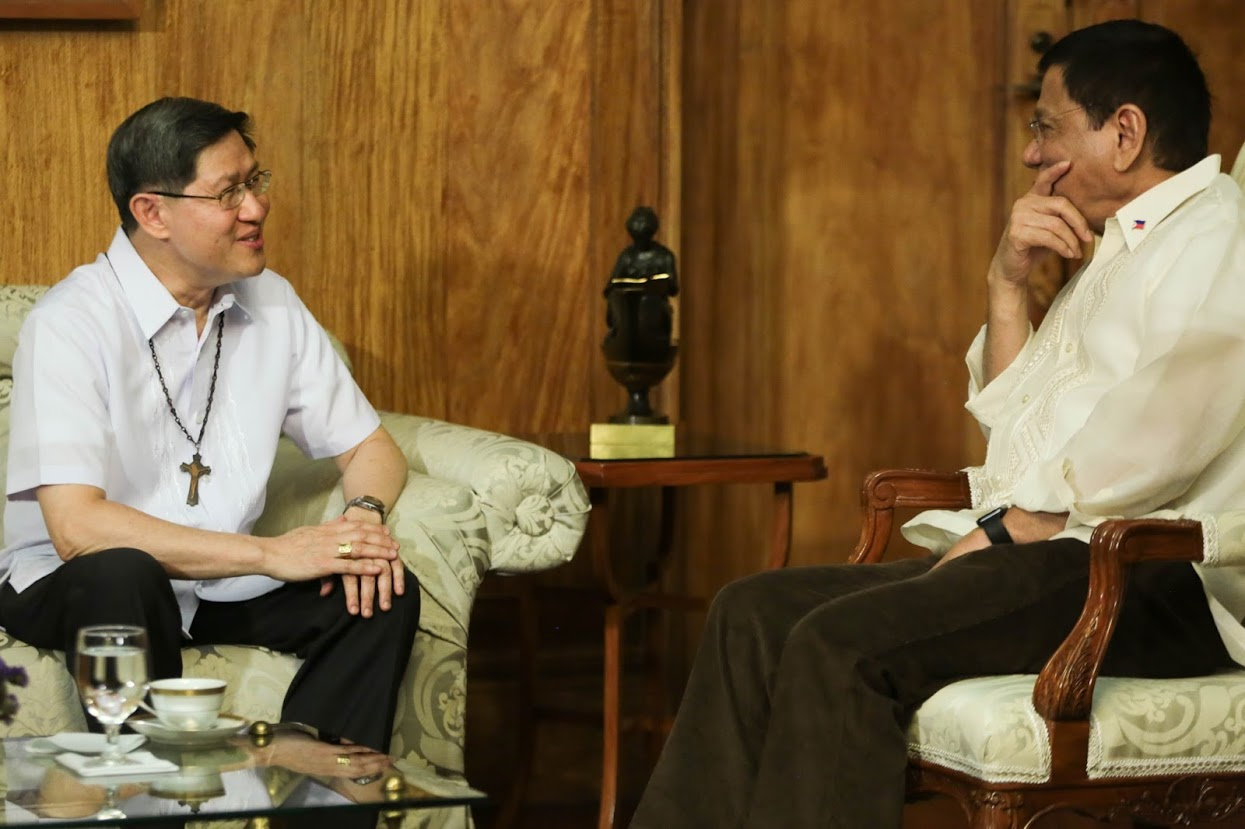
El cardenal Tagle con el presidente filipino Rodrigo Duterte en el Palacio de Malacañán en Manila, 19 de julio de 2016.

El 21 de noviembre de 2014, con motivo de la XIV Asamblea General Ordinaria del sínodo de obispos, fue nombrado presidente delegado.  El 14 de noviembre de 2015, fue elegido miembro del Consejo Ordinario de la Secretaría General del Sínodo de los Obispos.
El 5 de marzo de 2015, fue confirmado como presidente de la Federación Bíblica Católica.
El 14 de mayo de 2015, fue elegido presidente de Caritas Internationalis. Su nombramiento recibió una amplia acogida en diversos sectores eclesiales, aunque también generó críticas. El escritor y columnista estadounidense Ross Douthat expresó su desacuerdo en un artículo publicado en First Things, donde cuestionó la orientación pastoral y teológica de Tagle en el contexto de los debates contemporáneos dentro de la Iglesia.
El 11 de julio de 2015 fue nombrado miembro del Pontificio Consejo Cor Unum.
El 28 de mayo de 2019 fue confirmado como miembro de la Congregación para los Institutos de Vida Consagrada y las Sociedades de Vida Apostólica in aliud quinquennium.

### Curia romana

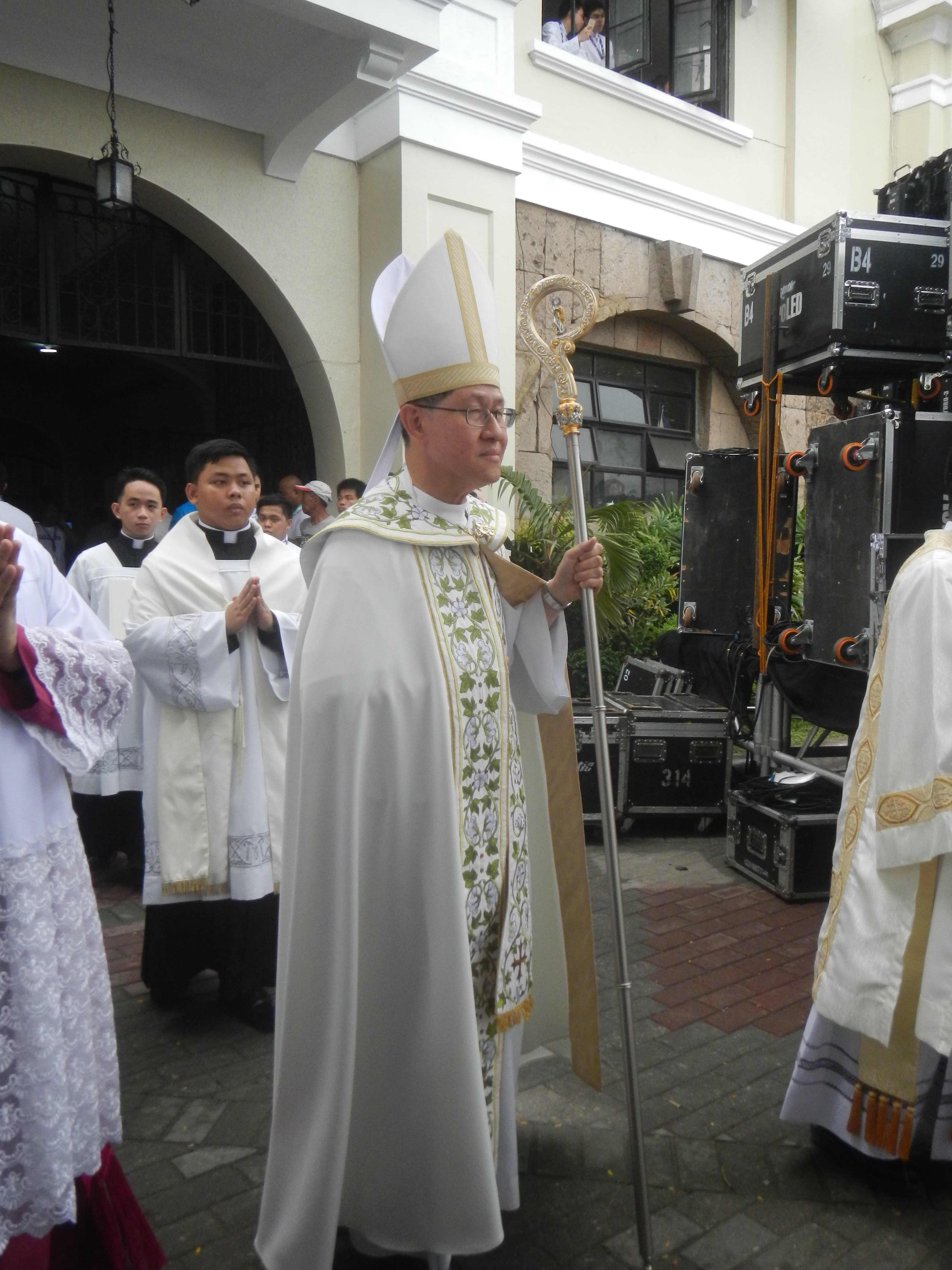
Luis Antonio Tagle durante una celebración litúrgica en 2019.

El 8 de diciembre de 2019, el papa Francisco lo nombró prefecto de la Congregación para la Evangelización de los Pueblos. Tagle es el segundo asiático en dirigir dicha congregación, después del cardenal Ivan Dias, quien fue prefecto de 2006 a 2011. Es el segundo cardenal filipino en dirigir una congregación de la curia romana después de José Tomás Sánchez, quien dirigió la Congregación para el Clero de 1991 a 1996. En marzo de 2020, el presidente de Filipinas, Rodrigo Duterte, dijo que el Papa había destituido a Tagle de su cargo en Manila por canalizar fondos de la iglesia a los oponentes políticos del presidente. La Conferencia Episcopal Filipina (CBCP) y muchos prelados filipinos individuales denunciaron la acusación de Duterte.
El 18 de marzo de 2020, fue nombrado enviado especial del Papa a la celebración del Congreso Eucarístico Nacional en la República Democrática del Congo, que tuvo lugar en Lubumbashi, programado del 7 al 14 de junio siguiente.
El 14 de abril de 2020, el papa Francisco lo promovió al Orden de los Obispos dentro del Colegio Cardenalicio, con efecto a partir del 1 de mayo del mismo año, mediante un rescripto que derogó los cánones 350 §§1-2 y 352 §§2-3 del Código de Derecho Canónico. Con esta decisión, Tagle se convirtió en el primer filipino en ser elevado a ese rango. A diferencia de la tradición, no se le asignó una sede suburbicaria —como es habitual para los cardenales obispos— y conservó el título presbiteral con el que fue creado cardenal, lo que representó una ruptura significativa con la práctica canónica precedente.
El 19 de junio de 2020, fue nombrado miembro del Pontificio Consejo para los Textos Legislativos durante munere. El 8 de julio del mismo año, fue nombrado miembro del Pontificio Consejo para el Diálogo Interreligioso ad quinquennium. El 21 de septiembre siguiente, fue nombrado miembro de la Comisión Cardenalicia de vigilancia del Instituto para las Obras de Religión (IOR), ad quinquennium.
El 10 de septiembre de 2020, Tagle dio positivo por COVID-19 a su llegada a Manila. Fue el primer jefe de un dicasterio vaticano, así como el quinto obispo filipino, en dar positivo por COVID-19. Había dado negativo en la prueba del virus en Roma el 7 de septiembre. Era asintomático y se encontraba en aislamiento. Tagle permaneció asintomático y terminó su cuarentena el 23 de septiembre.
El 22 de febrero de 2021, fue nombrado miembro de la Administración del Patrimonio de la Sede Apostólica ad quinquennium. El 9 de junio del mismo año, fue nombrado miembro de la Congregación para las Iglesias Orientales ad quinquennium. El 22 de junio siguiente, fue confirmado como miembro de la Congregación para la Educación Católica ad aliud quinquennium.
El 1 de junio de 2022 fue nombrado miembro de la Congregación para el Culto Divino y la Disciplina de los Sacramentos ad quinquennium.
Tras la entrada en vigor de la constitución apostólica Praedicate evangelium el 5 de junio de 2022, cesó como prefecto de la Congregación para la Evangelización de los Pueblos, al ser suprimido dicho dicasterio, y pasó a ser proprefecto de la Sección para la primera evangelización y las nuevas iglesias particulares del Dicasterio para la Evangelización. El nuevo dicasterio se formó como una fusión de la Congregación para la Evangelización de los Pueblos y el Pontificio Consejo para la Promoción de la Nueva Evangelización. Según la nueva constitución apostólica, este nuevo dicasterio está dirigido directamente por el sumo pontífice como su prefecto, mientras que es asistido por dos proprefectos.
El 27 de agosto de 2022, fue nombrado enviado especial del Papa para presidir la misa de clausura de la Conferencia General de la Federación de Conferencias Episcopales de Asia (FABC), que tuvo lugar en la Catedral de Bangkok (Tailandia), programada el 30 de octubre siguiente.
El 22 de noviembre de 2022, fue relevado de su cargo de presidente de Caritas Internationalis junto con la alta dirección de la organización, después de que una investigación externa pusiera de manifiesto deficiencias de gestión que podrían afectar al "espíritu de equipo y la moral del personal". Ese mismo día fue nombrado miembro del Dicasterio para la Cultura y la Educación ad quinquennium.
El 7 de marzo de 2023, fue nombrado miembro de la Sección para las cuestiones fundamentales de la evangelización en el mundo del Dicasterio para la Evangelización ad quinquennium.  El 7 de julio siguiente, fue nombrado padre sinodal de la XVI Asamblea General Ordinaria del Sínodo de los obispos.
El 13 de abril de 2023, fue nombrado enviado especial del Papa a la celebración del Congreso Eucarístico Nacional en la República Democrática del Congo, que tuvo lugar en Lubumbashi, programado del 4 al 11 de junio siguiente.

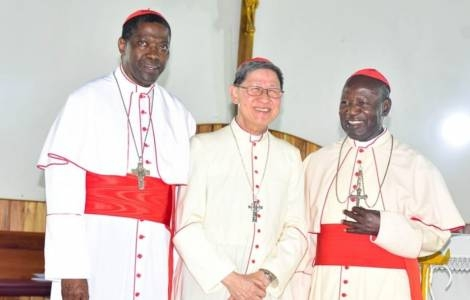
Los cardenales Protase Rugambwa, Tagle y Polycarp Pengo, durante la posesión del primero en la arquidiócesis de Tabora, 30 de noviembre de 2023.

El 30 de enero de 2024, fue nombrado miembro del Consejo de la Sección Sección para las Relaciones con los Estados y Organismos Internacionales de la Secretaría de Estado de la Santa Sede ad quinquennium.
El 18 de mayo de 2024, fue nombrado enviado especial del Papa a la celebración del X Congreso Eucarístico Nacional en Estados Unidos, que tuvo lugar en Indianápolis, programado del 17 al 21 de julio siguiente. Celebró la misa de clausura en el Lucas Oil Stadium con aproximadamente 50.000 asistentes.
El 24 de mayo de 2025 le fue asignado el Título de la Iglesia suburbicaria de Albano.

### Cónclave de 2025
El 21 de abril de 2025, tras la muerte del papa Francisco, pierde sus cargos en los dicasterios de los que es presidente o miembro, de acuerdo con la constitución apostólica Praedicate evangelium. Participó como cardenal elector en el cónclave que condujo a la elección del papa León XIV. Tagle fue visto nuevamente como un posible sucesor al trono de Pedro.
En alusión a la posibilidad de convertirse en papa, el 2 de mayo de 2025, el cardenal fue criticado por la organización Bishop Accountability por su manejo de los casos de abusos sexuales en la Iglesia católica. Esta acusación no es por haber encubierto algún caso en específico —ya que no hay pruebas de ello—, sino por no ser considerado por la organización como un líder fuerte en la lucha contra los presuntos abusos en Filipinas de forma general. Al ser visto como uno de los candidatos favoritos del progresismo para suceder al papa Francisco, fue objeto de una campaña del ultraconservadurismo al publicar LifeSiteNews un video suyo cantando una versión de karaoke de la canción "Imagine" de John Lennon (una canción que aboga a imaginar un mundo sin religión).
Tagle declaró a Il Messaggero que, al percibir la tensión en el futuro papa León XIV durante la última ronda de votaciones en el cónclave, le ofreció un caramelo. Lo describió como «muy humano, muy humilde, pero muy perspicaz».
El 9 de mayo de 2025, el papa renovó los nombramientos curiales del cardenal Tagle donec aliter provideatur ("hasta que se disponga lo contrario").
El 18 de mayo siguiente, en la misa de inauguración del pontificado de León XIV, fue el encargado de entregarle al nuevo papa el Anillo del Pescador; antes de hacerlo, pronunció en latín la frase: «Hoy tú sucedes al beato apóstol Pedro».

## Posiciones políticas e ideológicas
Desde 2011, Tagle ha sido considerado "una de las voces más representativas del pensamiento teológico asiático" y es considerado un exponente de la Iglesia católica progresista. También lo consideran que mantiene una postura moderada respecto a las enseñanzas de la Iglesia católica; ha mantenido la oposición de la Iglesia al matrimonio entre personas del mismo sexo, al aborto, a la anticoncepción, y a lo que él ha llamado "ateísmo práctico".
En una entrevista de marzo de 2015, afirmó que la Iglesia católica necesitaba desarrollar un nuevo lenguaje para dirigirse a las personas homosexuales, las madres solteras y los católicos divorciados y vueltos a casar, porque «lo que antes constituía una forma aceptable de mostrar misericordia» cambia y necesita ser reimaginado. Tagle afirmó:

Las duras palabras que se usaban en el pasado para referirse a las personas homosexuales, divorciadas y separadas, madres solteras, etc., eran bastante severas. Muchas personas pertenecientes a estos grupos eran etiquetadas, lo que condujo a su aislamiento de la sociedad en general.... Pero nos alegra ver y escuchar cambios en este sentido.... Para la Iglesia Católica, existe un enfoque pastoral que se da en la consejería, en el sacramento de la reconciliación, donde cada persona y cada caso individual se atiende de forma individual para brindarle ayuda, una respuesta pastoral, adecuada.

En la misma entrevista, dijo: «Cada situación de quienes se divorcian y se vuelven a casar es bastante única. Tener una regla general podría ser contraproducente al final... No podemos dar una fórmula para todos».
En 2017, Tagle lideró el Proyecto Lázaro, una campaña en las redes sociales para la Pascua que pedía una mayor aceptación de las personas tradicionalmente juzgadas, como las trabajadoras sexuales, las personas sin hogar y las personas LGBT+ en las iglesias católicas, utilizando el hashtag #ResurrectLove.

### Interpretación del Concilio Vaticano II

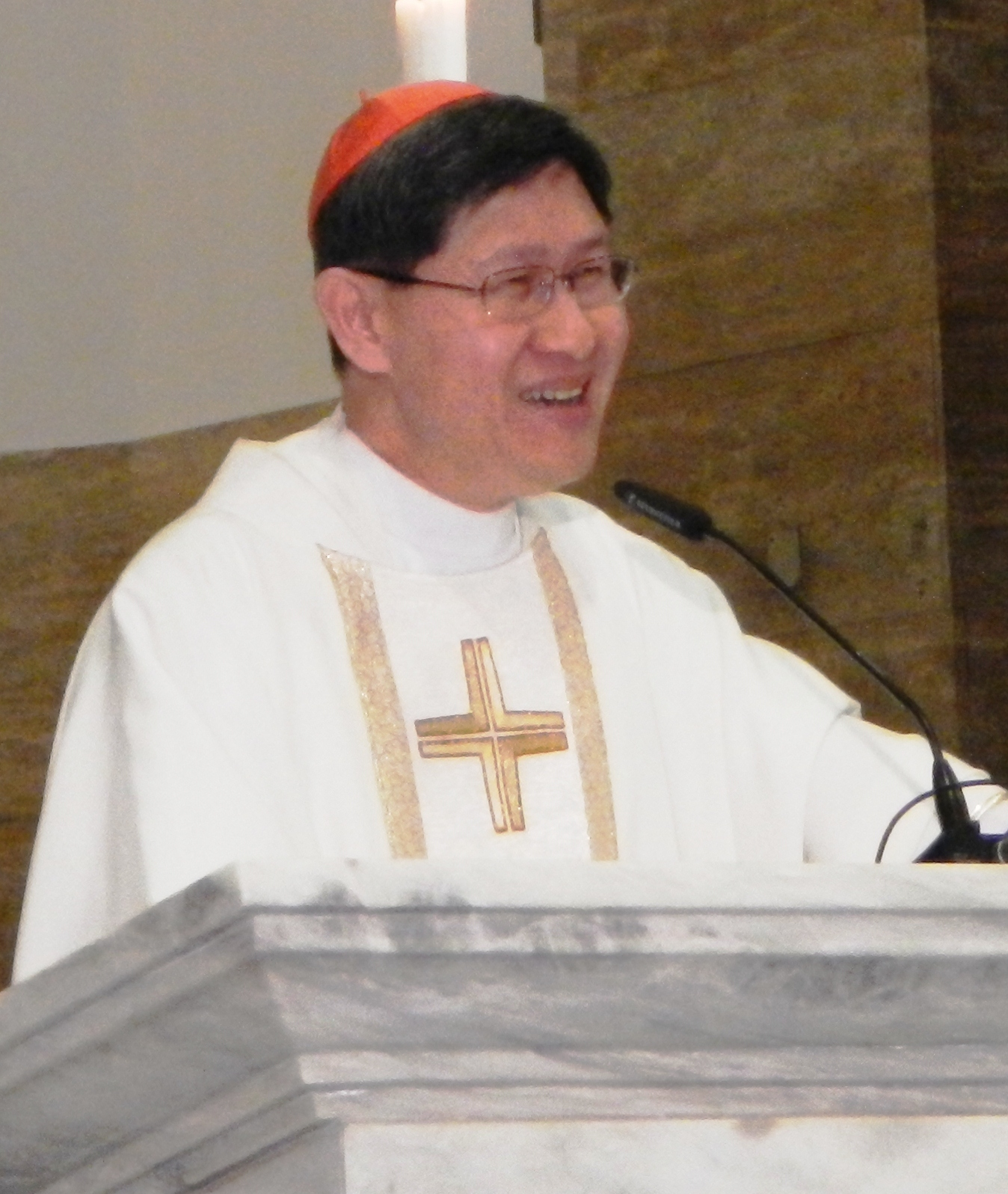
Tagle formó parte del Comité editorial que dirigió el proyecto «Historia del Concilio Vaticano II», basado en los trabajos de la Escuela de Bolonia de Giuseppe Alberigo.

Tagle se desempeñó de 1995 a 2001 como uno de los más de 50 miembros del consejo editorial de la Historia del Concilio Vaticano II, de cinco volúmenes y 2500 páginas. Completada tras debates en 14 congresos internacionales con contribuciones de más de 100 académicos, se considera la obra seminal sobre el Concilio Vaticano II. Ha sido criticada por algunos conservadores por ofrecer una lectura excesivamente progresista del concilio. Sus principales editores, Alberto Melloni y Giuseppe Alberigo, se identifican con la Escuela de Bolonia de historia eclesiástica, que considera el Concilio Vaticano II como una "ruptura" con el pasado, una postura criticada por el papa Benedicto XVI y otros, que sostienen que el Vaticano II representa la "continuidad" con el pasado. La contribución de Tagle, escrita en 1999 cuando aún no era obispo, fue un capítulo de 66 páginas en el cuarto volumen de la Historia llamado "Una tormenta de noviembre: La 'Semana Negra'", que cubrió los últimos días de la tercera sesión del Concilio en 1964, cuando varias acciones del papa Pablo VI causaron alarma entre las fuerzas reformistas.
La obra de Tagle ha recibido críticas desde puntos de vista opuestos. En 2005, el arzobispo Agostino Marchetto, secretario del Pontificio Consejo para la Pastoral de los Emigrantes e Itinerantes y defensor de la "continuidad", evaluó el capítulo de Tagle como "un estudio rico e incluso exhaustivo", pero lo calificó de "desequilibrado, periodístico y carente de la objetividad que se espera de un verdadero historiador". Hans Küng, uno de los principales críticos de la influencia conservadora del papa Pablo VI en el Concilio, respaldó la opinión de Tagle de que la influencia de la Curia romana sobre el papa obligó a los documentos conciliares a hacer "concesiones teológicas", pero afirmó que Tagle fue incapaz de desarrollar una explicación o justificación de las posturas del papa Pablo VI, por lo que "en la sección final su escritura degenera en santurronería".
John Allen, vaticanista, informó que el cardenal Marc Ouellet (prefecto de la Congregación para los Obispos y protegido del papa Benedicto XVI) mantiene su "pleno apoyo" a Tagle. Allen también informó que un funcionario del Vaticano indicó haber leído el ensayo de Tagle de 1999 —después de que los medios lo destacaran— y no encontró nada objetable. De hecho, le impresionó la defensa que Tagle hizo de Pablo VI, ya que escribió que Pablo siguió una estrategia de "escuchar todas las opiniones, especialmente las opuestas", y que estaba dispuesto a "sacrificar su popularidad personal para salvar el concilio y su futuro". Este funcionario también afirmó que es difícil sugerir que Tagle se oponga a la interpretación del concilio por parte del papa Benedicto XVI, ya que una de las fuentes que Tagle citó fueron los escritos de Joseph Ratzinger. El analista de noticias del Vaticano, Sandro Magister, informó que la identificación de Tagle con la Escuela de Bolonia habría perjudicado sus posibilidades de convertirse en obispo si los miembros de la Congregación para los Obispos, que consideraron la candidatura de Tagle para arzobispo, lo hubieran sabido cuando consideraron su nombramiento.
En una entrevista de 2012, Tagle sostuvo que el Concilio no representó una ruptura en el magisterio de la Iglesia. Añadió que no comparte la "teoría de la ruptura" según la cual la Iglesia católica anterior a 1962 está desconectada de la Iglesia actual. Las opiniones de Tagle sobre el Vaticano II han influido en su visión del islam y el ateísmo, comentando en 2018 que "el Vaticano II enfatizó que los católicos debemos respetar a los no católicos y sus religiones. También respetamos a quienes no creen en Dios. Todas las personas deben esforzarse por respetar a quienes difieren de sus creencias".

### Relaciones Vaticano-China
Tagle apoya el acuerdo Vaticano-China de 2018, que permite al papa nombrar y vetar a obispos aprobados por el Partido Comunista Chino, afirmando que la Santa Sede firmó el acuerdo "para salvaguardar la sucesión apostólica válida y la naturaleza sacramental de la Iglesia católica en China... y esto puede tranquilizar, consolar y animar a los católicos bautizados en China".

### Inmigrantes
Tagle también ha abogado por un mejor trato a los migrantes, señalando ante las Naciones Unidas en 2018 que «La migración se trata de personas humanas. He observado que algunas personas que temen a los migrantes o refugiados han tenido muy poco contacto personal con ellos. Ni siquiera conocen a las personas a las que temen. Al conocerlos, tocar sus heridas, escuchar sus historias y sueños, podríamos vernos reflejados en ellos. No son extraños. Podrían ser yo, mis padres, mis hermanos y hermanas, mi amigo». Tagle también ha denunciado la opción preferencial por los cristianos en los programas de reasentamiento de refugiados, señalando que cualquier política que priorice a los cristianos genera animosidad y prejuicios entre musulmanes y cristianos.

## Medios de comunicación

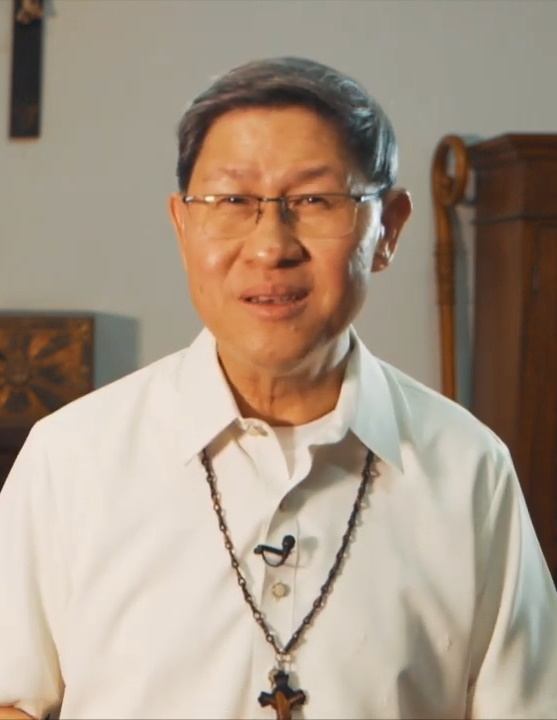
Tagle en abril de 2019.

Tras convertirse en obispo de Imus, posteriormente arzobispo de Manila y posteriormente proprefecto en el Vaticano, Tagle continúa presentando The Word Exposed (La palabra expuesta) y The Faith Exposed (La fe expuesta), ambos programas de televisión católicos producidos por la Jesuit Communications Foundation, que también mantiene sus cuentas oficiales en redes sociales. También presenta los martes "Kape't Pandasal" ("Café y Oración", un juego de palabras con el término filipino "kape't pandesal" o "café y pan salado"), un programa matutino de inspiración religiosa producido en parte por la misma división mediática, que se emite por TV Maria, DepEd ALS, y anteriormente por ABS-CBN, y ahora también en YouTube.

## Distinciones

### Órdenes
El 15 de febrero de 2024, fue investido con la Legión de Honor en Villa Real de Milán, por la embajadora de Francia ante la Santa Sede, Florence Mangin, quien le entregó la insignia del grado de Oficial. Tagle recibió la condecoración en presencia de la embajadora de Filipinas ante la Santa Sede, Myla Grace Ragenia C. Macahilig, Gerard Timoner III, Nathaniel Imperial y el padre Gregory Ramon Gaston.

### Académicas
| Universidad/institución             | Fecha                    | Reconocimiento otorgado                | Ref.                    |
| Doctorado honoris causa             | Doctorado honoris causa  | Doctorado honoris causa                | Doctorado honoris causa |
| ----------------------------------- | ------------------------ | -------------------------------------- | ----------------------- |
| Far Eastern University              | abril de 2002            | Doctorado honoris causa en Humanidades | [ 158 ]                 |
| Universidad de San Beda             | 30 de marzo de 2012      | Doctorado honoris causa en Humanidades | [ 159 ]                 |
| Universidad de La Salle-Dasmariñas  | 19 de junio de 2013      | Doctorado honoris causa en Humanidades | [ 160 ]                 |
| Xavier University-Ateneo de Cagayan | 1 de agosto de 2013      | Doctorado honoris causa en Humanidades | [ 161 ] [ 162 ]         |
| Universidad de Santo Tomás          | 13 de agosto de 2013     | Doctorado honoris causa en Humanidades | [ 163 ]                 |
| Universidad del Santo Ángel         | 16 de agosto de 2013     | Doctorado honoris causa en Humanidades | [ 164 ]                 |
| Universidad de Fordham              | 28 de marzo de 2014      | Doctorado honoris causa en Humanidades | [ 158 ]                 |
| Universidad Católica Australiana    | 17 de mayo de 2014       | Doctorado honoris causa en Humanidades | [ 165 ] [ 166 ]         |
| Universidad Católica de América     | 17 de mayo de 2014       | Doctorado honoris causa en Teología    | [ 167 ]                 |
| Catholic Theological Union          | 14 de mayo de 2015       | Doctorado honoris causa en Teología    | [ 168 ]                 |
| Universidad de La Salle             | 18 de septiembre de 2015 | Doctorado honoris causa en Humanidades | [ 169 ]                 |
| Universidad Ateneo de Manila        | 21 de junio de 2024      | Doctorado honoris causa en Filosofía   | [ 170 ]                 |

### Premios
- Destacado manileño (2013).[171]
- Premio Fides (2015).[172]
- Hermano Teliow Fackeldey, FSC Medalla Presidencial por Integridad, Mérito y Servicio Público Destacados (2015).[173]
- Premio Ford Familia Notre Dame para el Desarrollo Humano y la Solidaridad (2017).[174]
- Premio Rotary pro Paz (2018).[175]
- Premio Padre Hecker a la Excelencia en la Evangelización (2020).[176]
- Premio al Líder Religioso de la Catholic Faith Network (2024).[177]

## Escudos de armas
|                |
| Obispo de Imus |

|                     |
| Arzobispo de Manila |

|          |
| Cardenal |